# Sataspes
Sataspes, Sohn des Teaspes, war ein persischer Adliger und Seereisender im 5. vorchristlichen Jahrhundert. Seine Mutter war eine Schwester des Großkönigs Dareios I., wodurch er ein Cousin ersten Grades des Großkönigs Xerxes I. war. Seine Lebensgeschichte überliefert Herodot in seinen Historien (4.43). Da dies die einzige Quelle dazu darstellt, ist ihr Wahrheitsgehalt schwer überprüfbar.
Um das Jahr 483/482 v. Chr. vergewaltigte Sataspes eine Tochter des hochgestellten Adligen Zopyros, worauf er von Xerxes I. zum Tod durch Pfählung verurteilt wurde. Seine Mutter konnte allerdings bei ihrem königlichen Neffen eine Bewährung für ihren Sohn erwirken. Von Xerxes I. erhielt Sataspes daher den Befehl, mit einer Flotte das Land Libyen (Afrika) von West nach Ost zu umrunden, entgegen der Richtung jener Seeexpedition, die einst Pharao Necho II. initiiert habe. Wohl mit phönizischen Schiffen ausgestattet, begann Sataspes seine Reise in Ägypten, fuhr entlang der nordafrikanischen Küste, passierte die Säulen des Herakles, um sich am Kap Soloeis (wohl Kap Cantin) nach Süden zu wenden. Im Verlauf der Reise sichtete die Expedition in unbekannten Ländern kleinwüchsige Menschen, die Palmzweige als Kleidung nutzten. Zu einem Kontakt mit ihnen kam es aber nicht, da die einheimische Bevölkerung stets in das hügelige Hinterland floh, sobald die Expedition an Land ging.
Wohl nach der monatelangen Reise entlang der Küste der Sahara entmutigt, entschloss sich Sataspes zur Umkehr und segelte wieder nach Ägypten zurück. Gegenüber dem Großkönig erklärte er dies mit auftretenden Untiefen, die eine weitere Passierung des Kontinents unmöglich gemacht hätten. Xerxes glaubte ihm nicht und ließ Sataspes nun doch für sein Versagen pfählen.
Nach Sataspes’ Tod bemächtigte sich einer seiner Eunuchen eines Teils seines Vermögens und setzte sich damit nach Samos ab. Dort wurde der Eunuch von einem Einheimischen bestohlen, von dem der Historiker Herodot die Geschichte der Sataspes-Expedition erfahren haben will.